# 67 v. Chr.
Portal Geschichte | Portal Biografien | Aktuelle Ereignisse | Jahreskalender | Tagesartikel

◄ |
2. Jahrhundert v. Chr. |
1. Jahrhundert v. Chr. |
1. Jahrhundert |
►

◄ | 80er v. Chr. | 70er v. Chr. | 60er v. Chr. | 50er v. Chr. |
40er v. Chr. |
►

◄◄ | ◄ | 70 v. Chr. | 69 v. Chr. | 68 v. Chr. | 67 v. Chr. |
66 v. Chr. |
65 v. Chr. |
64 v. Chr. |
► |
►►
Staatsoberhäupter

## Ereignisse

### Römische Republik

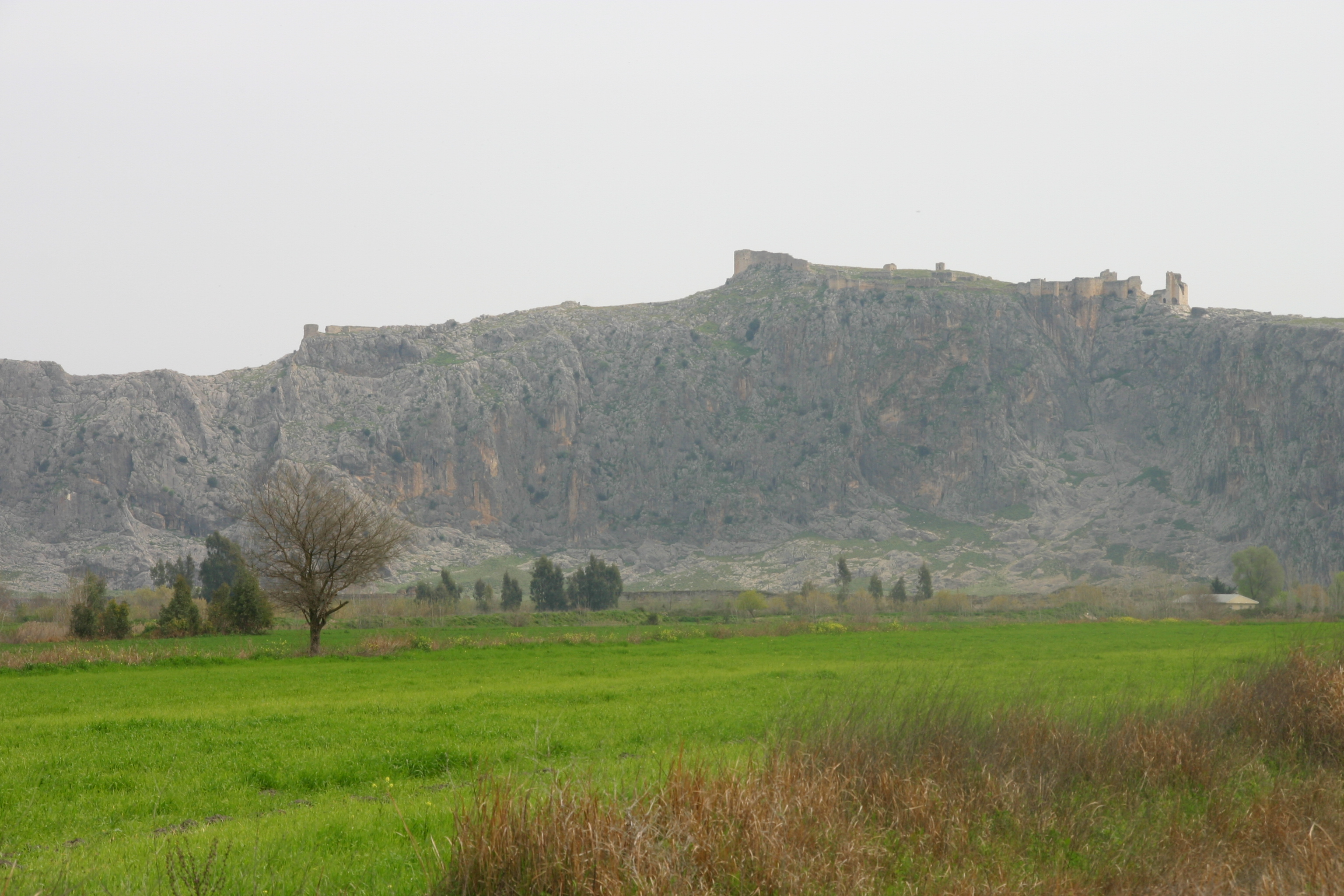
Die Akropolis von Anazarbos

Der römische Volkstribun Aulus Gabinius beantragt vor der Volksversammlung (den Comitia tributa), dem Feldherrn Gnaeus Pompeius den Oberbefehl über das Mittelmeer und sämtliche Küstengebiete zu übertragen, um die Bedrohung durch Piraten effektiv bekämpfen zu können. Sein Amtskollege Lucius Trebellius, der gemeinsam mit dem Senat eine solche Machtkonzentration nicht hinnehmen will, legt sein Veto ein, wird aber vom Volk derart eingeschüchtert, dass er dieses Veto wieder zurückziehen muss. 
Pompeius beendet auf Basis der von Aulus Gabinius eingebrachten Lex Gabinia das Seeräuberunwesen vornehmlich Kilikischer Seeräuber im Mittelmeer. Die Piraten werden von Pompejus jedoch nicht gekreuzigt, sondern wie Menodoros zu Bundesgenossen gemacht. Einer von ihnen, Tarkondimotos I. wird zum König von Anazarbos erhoben.
- Die Römer erobern Kreta.

### Hasmonäerreich

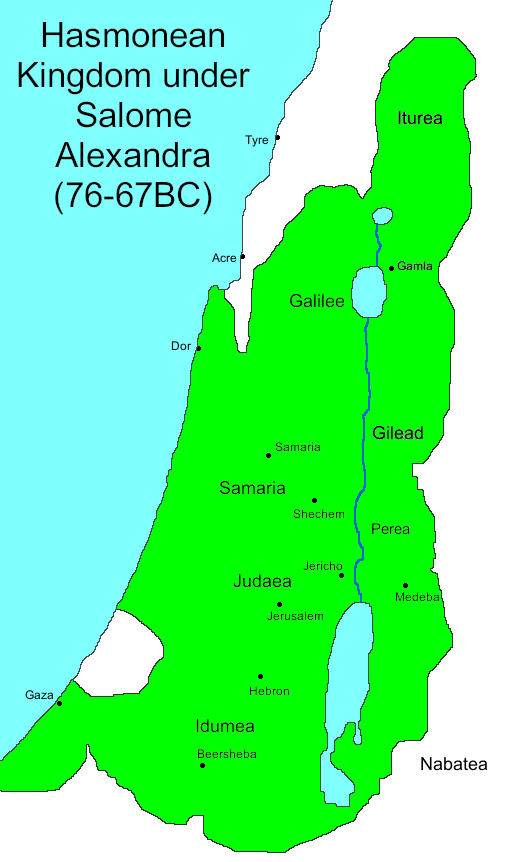
Das Hasmonäerreich unter Salome Alexandra

Mit dem Tod von Königin Salome Alexandra beginnt der Hasmonäische Bruderkrieg im Hasmonäerreich zwischen ihren Söhnen Johannes Hyrkanos II. und Aristobulos II., der die Thronfolge seines Bruders nicht anerkennen will.

## Geboren
- um 67 v. Chr.: Arsinoë IV., ägyptische Königin († 41 v. Chr.)
- um 67 v. Chr.: Sextus Pompeius, römischer Feldherr († 35 v. Chr.)

## Gestorben
- Salome Alexandra, Königin von Judäa (* um 140 v. Chr.)
- Quintus Servilius Caepio, römischer Politiker (* um 97 v. Chr.)

- um 67 v. Chr.: Lucius Cornelius Sisenna, römischer Politiker (* vor 117 v. Chr.)